# Halumuravani, Siruguppa
Halumuravani là một làng thuộc tehsil Siruguppa, huyện Bellary, bang Karnataka, Ấn Độ.